# Atari Portfolio

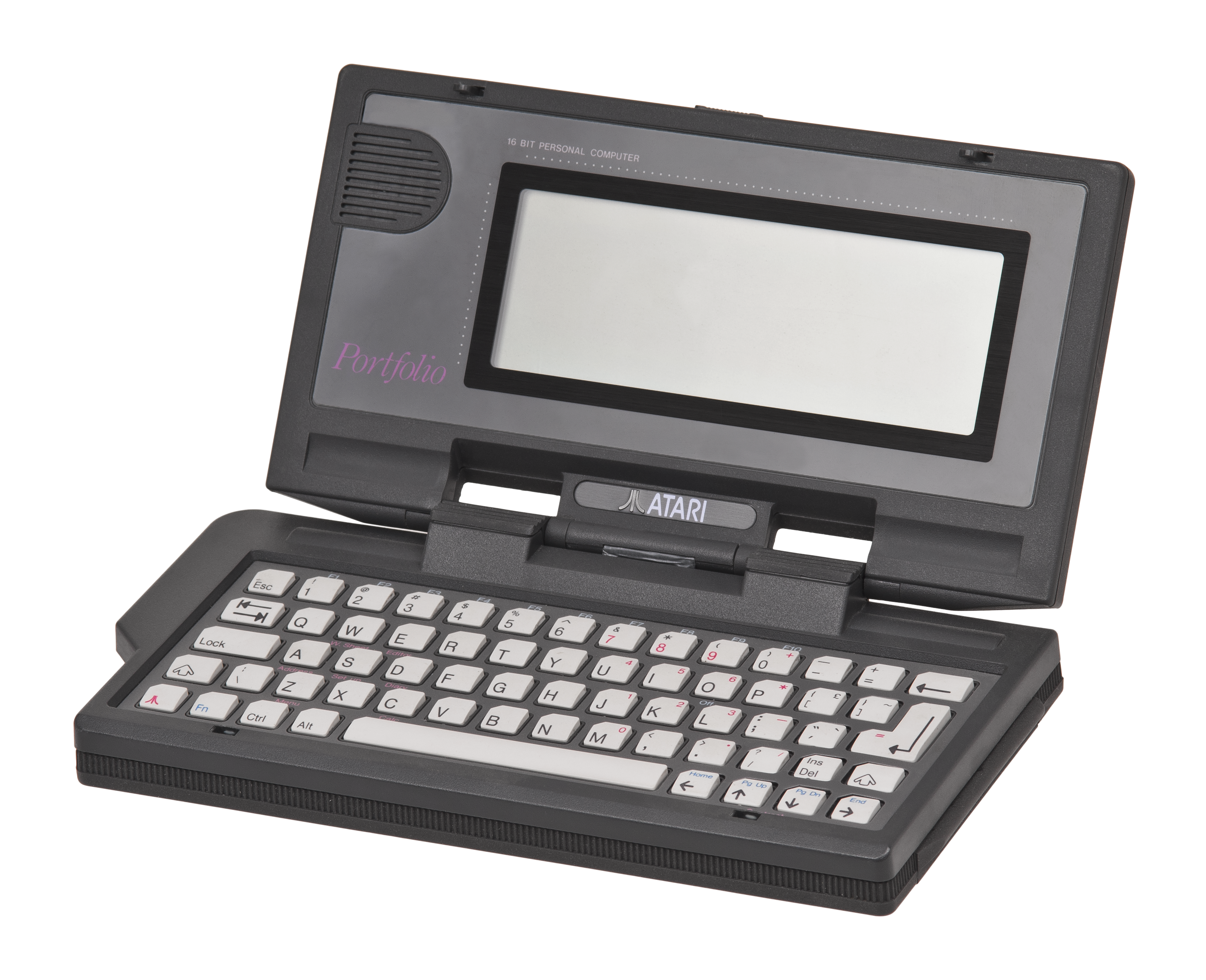
O Atari Portfolio.

O Atari Portfolio, lançado para o mercado pela Atari em 1989, foi o primeiro palmtop compatível com o computador pessoal, foi lançado inicialmente ao preço de US$ 399,00.

## Configuração técnica
| CPU               | Intel 80C88 @ 4.92 MHz (16bits)              |
| RAM               | 128K (128K+640K através de um upgrade)       |
| Monitor           | 8 Linhas e 40 colunas (260x64 pixels) P&B    |
| Som               | Alto-falante                                 |
| Expansão          | Memory card slot, 60-pin expansion bus       |
| Armazenamento     | Ram disk interna de 128K, RAM cards ate 640K |
| Tamanho           | 20 cm x 10.5 cm x 2.5 cm                     |
| Peso              | 505 gramas                                   |
| Energia           | Três pilhas AA comuns ou fonte externa       |
| Sistema Operativo | DIP DOS (clone do DOS)                       |

## Informações Gerais
O Atari Portfolio vinha previamente carregado com um pacote office que continha:
- Agenda de contatos;
- Calculadora;
- Agenda de compromissos;
- Editor de textos;
- Planilha eletrônica.

O preço do Atari Portfolio em 1989 era de US$399 nos Estados Unidos.

## Curiosidades
O Atari Portfolio foi o computador usado pelo personagem John Connor no filme Exterminador do Futuro 2 na cena em que ele hackeia um caixa eletrônico.